# Присяжнюк Дмитро Ростиславович
Дмитро Ростиславович Присяжнюк (нар. 25 січня 1997, Львів, Україна) — український футболіст, воротар словацького клубу «Земплін» (Михайлівці).

## Кар'єра гравця
Дмитро Присяжнюк народився 25 січня 1997 року у Львові. Футболу навчався в ЛДУФК. У чемпіонаті ДЮФЛУ до 2014 року захищав кольори УФК-Карпати. У першій частині сезону 2014/15 років у Прем'єр-лізі (U-19) допоміг своїми виступами львів'янам втриматися в верхній частині турнірної таблиці чемпіонату, і, незважаючи на те, що в 2015 році переїхав до Словаччини, де продовжив виступати за молодіжну команду клубу «Земплін» (Михайлівці), отримав бронзову нагороду Прем'єр-ліги (U-19) сезону 2014/15 років.
Зараз продовжує виступи у вищому дивізіоні словацького чемпіонату, але на даний час за головну команду «Земпліна» ще не дебютував.

## Досягнення
- Прем'єр-ліга (U-19)
  -  Бронзовий призер (1): 2014/15